# Go-Nara Tennō
Go-Nara Tennō (後奈良天皇?) (26 de enero de 1497 - 27 de septiembre de 1557) fue el 105° emperador de Japón, de acuerdo al orden tradicional de sucesión. Reinó del 9 de junio de 1526 hasta el 27 de septiembre de 1557. Su nombre personal era Tomohito (知仁?).

## Genealogía
Era el segundo hijo del Emperador Go-Kashiwabara. Su madre era Fujiwara Fujiko (藤原藤子)
- Madenokōji (Fujiwara)?? (万里小路（藤原）栄子)
  - Primera hija:?
  - Primer hijo: Príncipe Imperial Michihito (方仁親王) (Emperador Ōgimachi)
  - Segunda hija: Princesa Eiju?? (永寿女王)
- Takakura (Fujiwara)?? (高倉（藤原）量子)
  - Quinta hija: Princesa Fukukō?? (普光女王)
- Hirohashi (Fujiwara) Kuniko?? (広橋(藤原)国子)
  - Séptima hija: Princesa Kiyohide (聖秀女王)
- Consorte: Hija de Mibu (Fujiwara) Harutomi (壬生（藤原）晴富)
  - Segundo hijo:?? (覚恕)
  - Tercer hijo:??

## Vida
El 9 de junio de 1526, se convirtió en emperador después de la muerte del Go-Kashiwabara Tennō. Sin embargo, la Corte Imperial estaba tan empobrecida, que salió una solicitud a escala nacional para las contribuciones. Las contribuciones del clan Hōjō, el clan Ōuchi, el clan Imagawa, y de otros grandes clanes daimyō del período Sengoku permitieron que el emperador realizara las ceremonias formales de la coronación diez años más adelante, en el vigésimo sexto día del 2.º mes de 1536.
La pobreza de la Corte Imperial era tan extrema, que el emperador fue forzado a vender su caligrafía.

## Eras de su reinado
- Daiei
- Kyōroku
- Tenmon (o Tenbun)
- Kōji